# Heikoenoenoe
Heikoenoenoe, ook wel Hekoenoenoe en Ejkoenoenoe, is een dorp in het district Sipaliwini in Suriname. Het ligt aan de Boven-Surinamerivier, tussen Masiakriki (stroomafwaarts) en Toemaripa (stroomopwaarts).
In maart 2021 kreeg minister David Abiamofo van Natuurlijke Hulpbronnen groen licht van het traditionele gezag om een groot zonne-energieproject op te zetten in Botopasi dat ten goede komt aan een groot aantal dorpen langs de rivier, waaronder Heikoenoenoe.
In Heikoenoenoe bevindt zich een medische post van de Medische Zending.
Abenaston · Adawai · Akisiaman · Akwaukondre · Amakakondre · Asenbaso · Asidonhopo · Atjoni · Aurora · Begoeba · Begoon · Bekiokondre · Bendikwai · Bendiwata · Biudoematoe  · Bofokoele · Botopasi · Dan · Dangogo · Daume · Debikè · Deboo · Djemongo · Djoemoe · Duwatra · Foetoenakaba · Gingiston · Goddo · Godowatra · Goejaba · Gran Slee · Grantatai · Gunsi · Heikoenoenoe · Jawjaw · Kaajapati · Kajana · Kambaloea · Kampoe · Koonoo · Kuututen · Ladouanie · Lespansi · Ligorio · Malobi · Malroseekondre · Masiakriki · Moitori · Nazaleti · Nieuw-Aurora · Padalafanti · Pambo Oko · Pikin Slee · Pingpe · Pokigron · Saloebanga · Semoisi · Soolan · Stonhoekoe · Tjaikondre · Toemaripa · Toetoeboeka